# Акамас (син Антенора)
У грецькій міфології, Акамант або Акамас ( [ɑːˈkɑːmɑːs] ;  дав.-гр : Ἀκάμας , народна етимологія : 'невтомний'  ), був сином троянського старійшини Антенора   і Теано,  був учасником Троянської війни, воював на боці троянців.

## Сім'я
Акамас був братом Кріно,  Агенора,   Антея,  Архелоха,   Коона,  Демолеона,  Еврімаха,  Главка  Гелікаон,  Іфідама,  Лаодама,   Лаодок,  Медон,  Поліб,   і Терсилох . 

## Міфологія

### Троянська війна
Разом зі своїм братом Архелохом і двоюрідним братом Енеєм Акамас був лейтенантом дарданського контингенту, щоб допомагати царю Пріаму .  Разом з Енеєм і Архелохом він очолив одну з п'яти дивізій, які атакували стіну Аргіва в битві за кораблі. У другій книзі Гомера « Іліада» описує війська дарданців та їх вождів:
«Дарданців очолив хоробрий Еней, якого Афродіта породила Анхізу, коли вона, хоч і богиня, лежала з ним на гірських схилах Іди. Він був не один, бо з ним були два сини Антенора, Архілохос і Акамас, обидва вправні у всіх військових мистецтвах» 
У книзі 14 Акамас помстився за смерть свого брата, убитого Аяксом, убивши Промаха Беотія .
«Але він добре знав, хто це, і троянці були дуже засмучені горем [akhos]. Тоді Акамас поклав тіло свого брата і поранив списом Промаха Беотія, бо той намагався відтягнути тіло свого брата. Акамас голосно вихвалявся над ним, кажучи: «Аргуйте лучники, хвальки, які ви такі, праця [понос] і страждання будуть не тільки для нас, але й деякі з вас впадуть тут, як і ми самі. Подивіться, як тепер спить Промахос, переможений моїм списом; платіж за кров мого брата не довго затримувався; тому чоловік може бути вдячний, якщо залишить родича в своєму будинку, щоб помститися за своє падіння»  

### Смерть
Два джерела розглядають версії міфу про смерть Акамаса. Він був убитий, можливо, Меріоном Криту, зведеним братом короля Ідоменеєм в книзі 16 Іліаді, але Акамант, який був вбитий не був конкрутно визначений як син Антенора. Квінт Смирнський описує його як убитого грецьким героєм Філоктетом .

#### Припущення Гомера
«Меріонес пішов у погоню за Акамасом і наздогнав його якраз тоді, коли він збирався сісти на колісницю; він пробив спис у його праве плече, так що він упав стрімголов з машини, і його очі були закриті в темряві». 

#### Припущення Квінта
Тепер син Поеас [т.е Філоктет] в той час убив Деіонея та Акамаса, сина-воїна Антенора: Так, велике військо сильних людей його принизило. .' 